# Cecilia (sång)
Cecilia är en sång skriven av Paul Simon och inspelad av Simon & Garfunkel på albumet Bridge over Troubled Water. Singeln nådde topplaceringen #4 i USA, men missade listorna i Storbritannien, fastän den släpptes efter duons listetta "Bridge Over Troubled Water".
"Cecilia" i sången ses vanligen som en flicka, men en annan tolkning  är att Cecilia refererar till helgonet Cecilia, musikens skyddshelgon i romersk-katolska kyrkans tradition, och att sången handlar om inspiration i låtskrivandet. Helgonet Cecilia nämns i en annan Paul Simon-låt, "The Coast" (från albumet The Rhythm of the Saints 1990: "A family of musicians took shelter for the night in the little harbor church of Saint Cecilia."

## Coverversioner
En coverversion släpptes 1970 av brittiska gruppen Harmony Grass, vilken dock inte tog sig in på listorna.  Fransktalande amerikanska musikern Joe Dassin sjöng in låten på franska 1970, och I februari 1971 släpptes en version i England av New Wave Band (en grupp som bestod av tre medlemmar av det band som senare blev 10cc) och Herman's Hermits gitarrist Derek Leckenby. Den missade dock också listorna.
En coverversion av Kalifornien-baserade dansduon Times Two släpptes 1988; men missade listorna.
En annan coverversion av Suggs (sångare i brittiska popgruppen Madness som 1995 låg på hans soloalbum The Lone Ranger, blev hans mest framgångsrika singel, med topplaceringen #4 i Storbritannien, och såldes över 500 000 exemplar.
1998, släppte svenska popgruppen Ace of Base en Europoplåt vid namn"Cecilia" från albumet Flowers, med en fortsättning på historien I Paul Simons sång.  Jenny Berggren, sångerska i Ace of Base, sjunger, "This is a song about a well-known girl".
2009 gjorde gitarristen Jesse Cook en cover på låten på albumet The Rumba Foundation, med Jeremy Fisher på sång.
Indierockbandet Local Natives tolkade låten 2009.
Låten tolkades av Gaelic Storm på albumet Cabbage, som släpptes den 3 augusti 2010.
Låten framfördes den 6 april  2011 under Late Night with Jimmy Fallon av Paul Simon, ackompanjerad av Jimmy Fallon och medlemmarna från Stomp.

## Listplaceringar
| Lista (1970)  | Topplacering   |
| ------------- | -------------- |
| Australien    | 7 (Go Set)     |
| Kanada        | 2              |
| Nederländerna | 1              |
| Schweiz       | 3              |
| Sverige       | 4 (Tio i topp) |
| USA           | 4              |
| Västtyskland  | 2              |
| Österrike     | 6              |

### Fotnoter
1. ↑  Cecilia will put song in your heart, Ideally Speaking (Jerry Johnston), Deseret News, 14 november 2009, p. E1.  Johnston writes: " . . if you're a composer who needs a melody, talk to Cecilia.  She'll put a song in your heart."
2. ↑  Cecilia på Allmusic (engelska)
3. ↑  Suggs intervju på Question of Pop, BBC
4. ↑  ”Arkiverade kopian”. Arkiverad från originalet den 24 maj 2011. https://web.archive.org/web/20110524085334/http://www.daytrotter.com/dt/local-natives-concert/20053959-3737832.html. Läst 18 juni 2012.
5. ↑  ”Arkiverade kopian”. Arkiverad från originalet den 28 december 2011. https://web.archive.org/web/20111228120916/http://www.gaelicstorm.com/music.html?dd_id=30. Läst 5 januari 2012.
6. 1 2  ”Listplacering”. http://www.charts-surfer.de/. Läst 25 mars 2021.
7. ↑  ”Listplacering”. https://www.bac-lac.gc.ca/eng/discover/films-videos-sound-recordings/rpm/Pages/image.aspx?Image=nlc008388.3787&URLjpg=http%3a%2f%2fwww.collectionscanada.gc.ca%2fobj%2f028020%2ff4%2fnlc008388.3787.gif&Ecopy=nlc008388.3787. Läst 25 mars 2021.
8. ↑  ”Listplacering”. http://dutchcharts.nl/showitem.asp?interpret=Simon+%26+Garfunkel&titel=Cecilia&cat=s. Läst 5 maj 2011.
9. ↑  ”Listplacering”. http://hitparade.ch/showitem.asp?interpret=Simon+%26+Garfunkel&titel=Cecilia&cat=s. Läst 5 maj 2011.
10. ↑  Hallberg, Eric (1998). Tio i topp - med de utslagna på försök 1961-74 (1:a uppl.). ISBN 91-972712-5-X
11. ↑  ”Listplacering”. http://www.billboard.com/charts/hot-100#/song/simon-garfunkel/cecilia/1915446. Läst 5 maj 2011.
12. ↑  ”Listplacering”. http://austriancharts.at/showitem.asp?interpret=Simon+%26+Garfunkel&titel=Cecilia&cat=s. Läst 5 maj 2011.